# Мурманський трамвай
Му́рманський трамва́й (рос. Мурманский трамвай) — умовна назва вузькоколійної залізниці на бензомоторній тязі у місті Мурманськ, яка діяла у 1918–1934 рр.

## Історія
Вузькоколійна залізниця, т.зв. «декавілька» з колією завширшки 600 мм, була збудована англійськими інтервентами у 1918 році для військових цілей силами військовополонених з РСЧА. Траса протяжністю близько 10 км починалася від морського порту і залізниці, далі проходила по вулиці Воровського і проходила по місту на високих естакадах по дузі майже на 5 км до вугільних причалів Зеленого мису. Як локомотив використовували невеликі британські мотовози Simplex.
Після повстання населення проти інтервентів та звільнення міста залізниця стала використовуватися для вантажних та пасажирських перевезень до 18 листопада 1934 року, коли бензомоторний трамвай був замінений автобусом, а 11 лютого 1962 року було відкрито першу тролейбусну лінію.
Наразі вся вузькоколійна залізниця повністю розібрана.

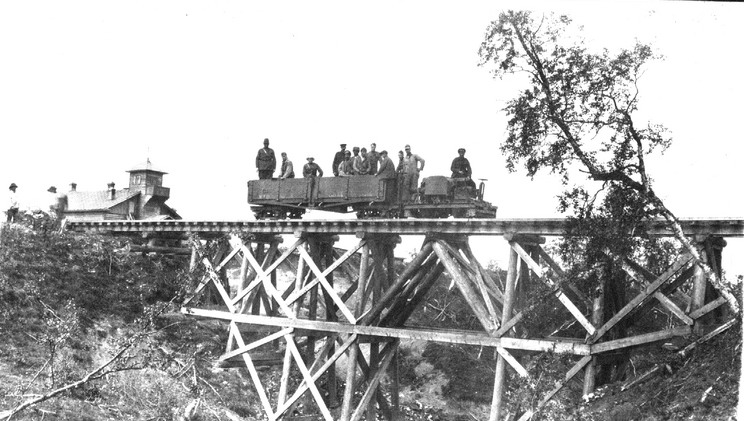
На естакаді

Про те, яким був рухомий склад цієї залізниці, відомо мало. На старих фотографіях можна побачити легкі вагонетки відкритого типу (без даху) й такі ж легкі мотовози без кабіни, а також відкриті та закриті товарні вагони.
До цього єдиною в Росії трамвайною системою на бензомоторній тязі була збудована до революції приміська лінія з Катеринодару до станиці Пашківської. Там даний вид тяги використовувався всього два роки, після чого у 1914 році лінію електрифікували, і вона й наразі функціонує у складі краснодарської трамвайної мережі. Причому рухомий склад пашківської лінії був спочатку «трамвайним», з вагонами трамвайного типу.

## Галерея

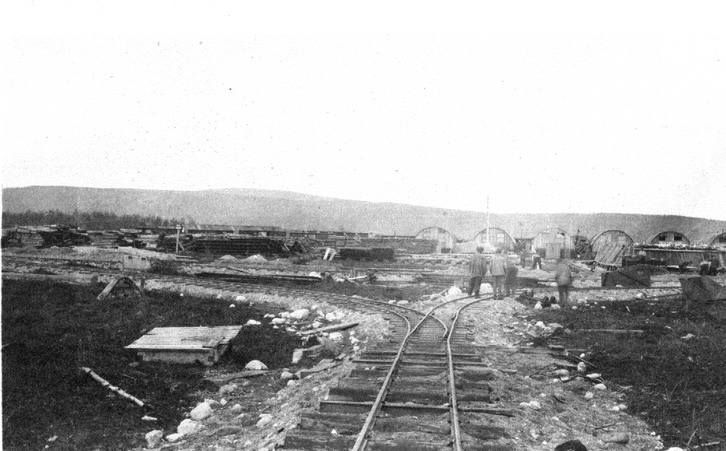
Стрілковий перевід
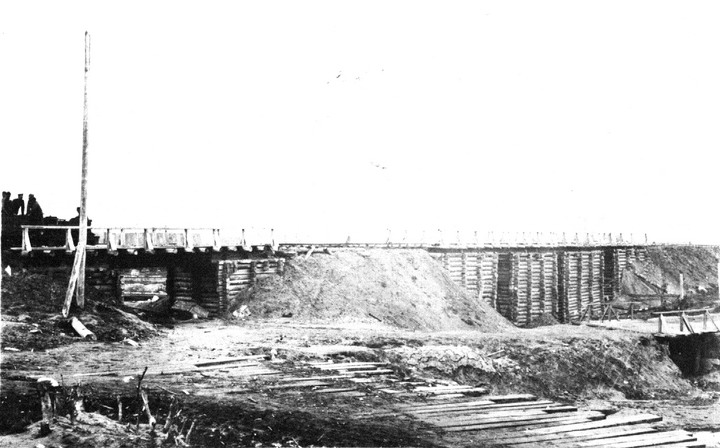
Подвійний міст з естакадою
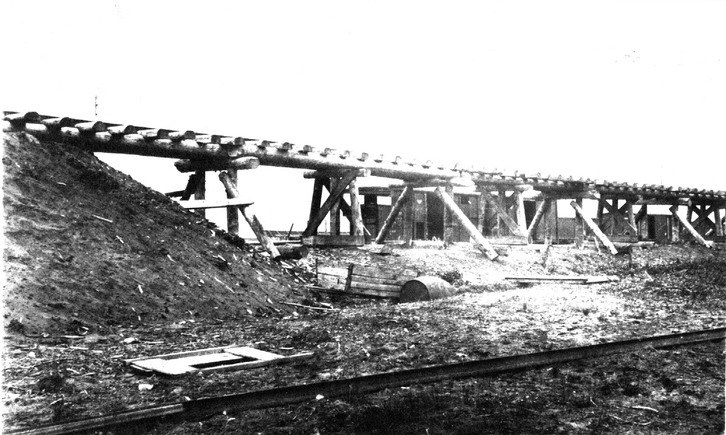
Довгий міст з естакадою
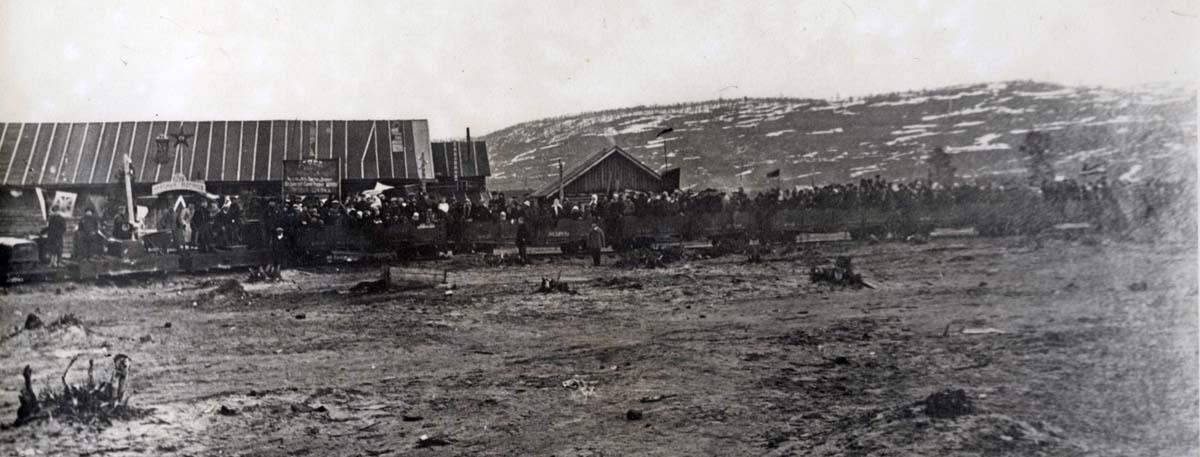
Екскурсія, 1 травня 1920 року
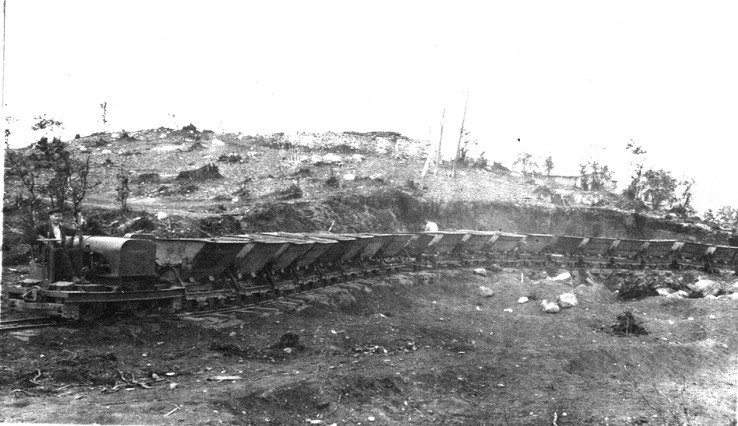
Вагонетки
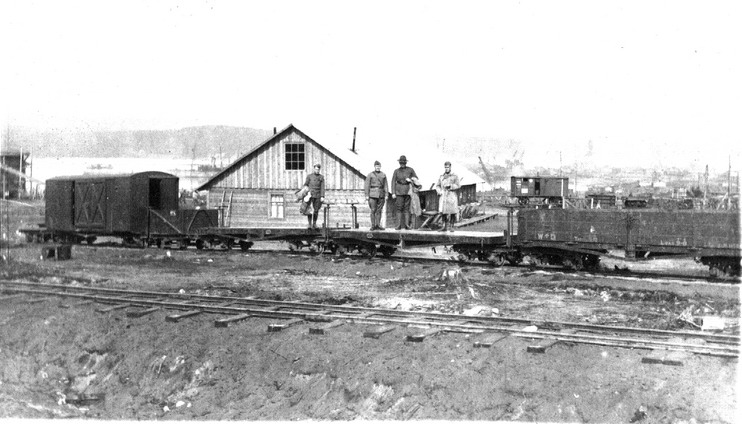
Рухомий склад залізниці